# Rue Armand de Roo
Pour les articles homonymes, voir de Roo.
La rue Armand de Roo (en néerlandais : Armand de Roostraat) est une rue bruxelloise de la commune de Schaerbeek qui va de l'avenue Gustave Latinis au carrefour de la rue Caporal Claes et de la rue Pierre Theunis.
La numérotation des habitations va de 15 à 25 pour le côté impair et de 2 à 22 pour le côté pair.
Armand de Roo est un avocat et homme politique belge, né à Bruges le 29 janvier 1853 et décédé à Schaerbeek le 7 décembre 1932.